# Фариас, Эддер
Эддер Хосе Фариас Мартинес (исп. Edder José Farías Martínez; родился 12 апреля 1988 года, Матурин, Венесуэла) — венесуэльский футболист, нападающий клуба «Атлетико Венесуэла» и сборной Венесуэлы.

## Клубная карьера
Фариас начал профессиональную карьеру в клубе «Минерос Гуаяна». В 2007 году он дебютировал в венесуэльской Примере. В начале 2013 года Эддер перешёл в «Каракас». 9 февраля в матче против «Сулии» он дебютировал за новую команду. 29 марта в поединке против «Португесы» Фариас сделал хет-трик, забив свои первые голы за «Каракас». В матче Кубка Либертадорес против бразильского «Гремио» он забил гол. В 2014 году Эддер помог «Каракасу» выиграть Кубок Венесуэлы.
Летом 2015 года Фариас на правах аренды перешёл в португальский «Униан Мадейра». 13 сентября в матче против «Морейренсе» он дебютировал в Сангриш лиге. 27 сентября в поединке против «Эшторил-Прая» Эддер забил свой первый гол за «Униан Мадейра». По окончании аренды он вернулся в «Каракас». 3 марта 2017 года в матче Кубка Либертадорес против парагвайского «Серро Портеньо» Фариас забил гол.
Летом 2017 года Эддер перешёл в колумбийский «Онсе Кальдас». 20 июля в матче против «Депортиво Кали» он дебютировал в Кубке Мустанга. 31 июля в поединке против «Санта-Фе» Фариас забил свой первый гол за «Онсе Кальдас».

## Международная карьера
2 февраля 2010 года товарищеском матче против сборной Японии Фариас дебютировал за сборную Венесуэлы. 10 мая в поединке против сборной Арубы он забил свой первый гол за национальную команду.

### Голы за сборную Венесуэлы
| #   | Дата           | Место                                            | Противник | Счёт | Результат | Соревнование      |
| --- | -------------- | ------------------------------------------------ | --------- | ---- | --------- | ----------------- |
| 01. | 20 мая 2010    | Тринидад стэдиум, Ораньестад, Аруба              | Аруба     | 0:3  | 0:3       | Товарищеский матч |
| 02. | 4 февраля 2015 | Олимпико Метрополитано, Сан-Педро-Сула, Гондурас | Гондурас  | 0:3  | 2:3       | Товарищеский матч |